# 34321 Russellmotter
34321 Russellmotter è un asteroide della fascia principale. Scoperto nel 2000, presenta un'orbita caratterizzata da un semiasse maggiore pari a 2,7172030 au e da un'eccentricità di 0,0782528, inclinata di 4,52462° rispetto all'eclittica.